# Hrabstwo Carter (Tennessee)
Hrabstwo Carter (ang. Carter County) – hrabstwo w stanie Tennessee w Stanach Zjednoczonych. Obszar całkowity hrabstwa obejmuje powierzchnię 347,62 mil² (900,33 km²). Według szacunków United States Census Bureau w roku 2009 miało 59 043 mieszkańców.
Hrabstwo powstało w 1796 roku.

## Miasta
- Elizabethton
- Watauga[4]

## CDP

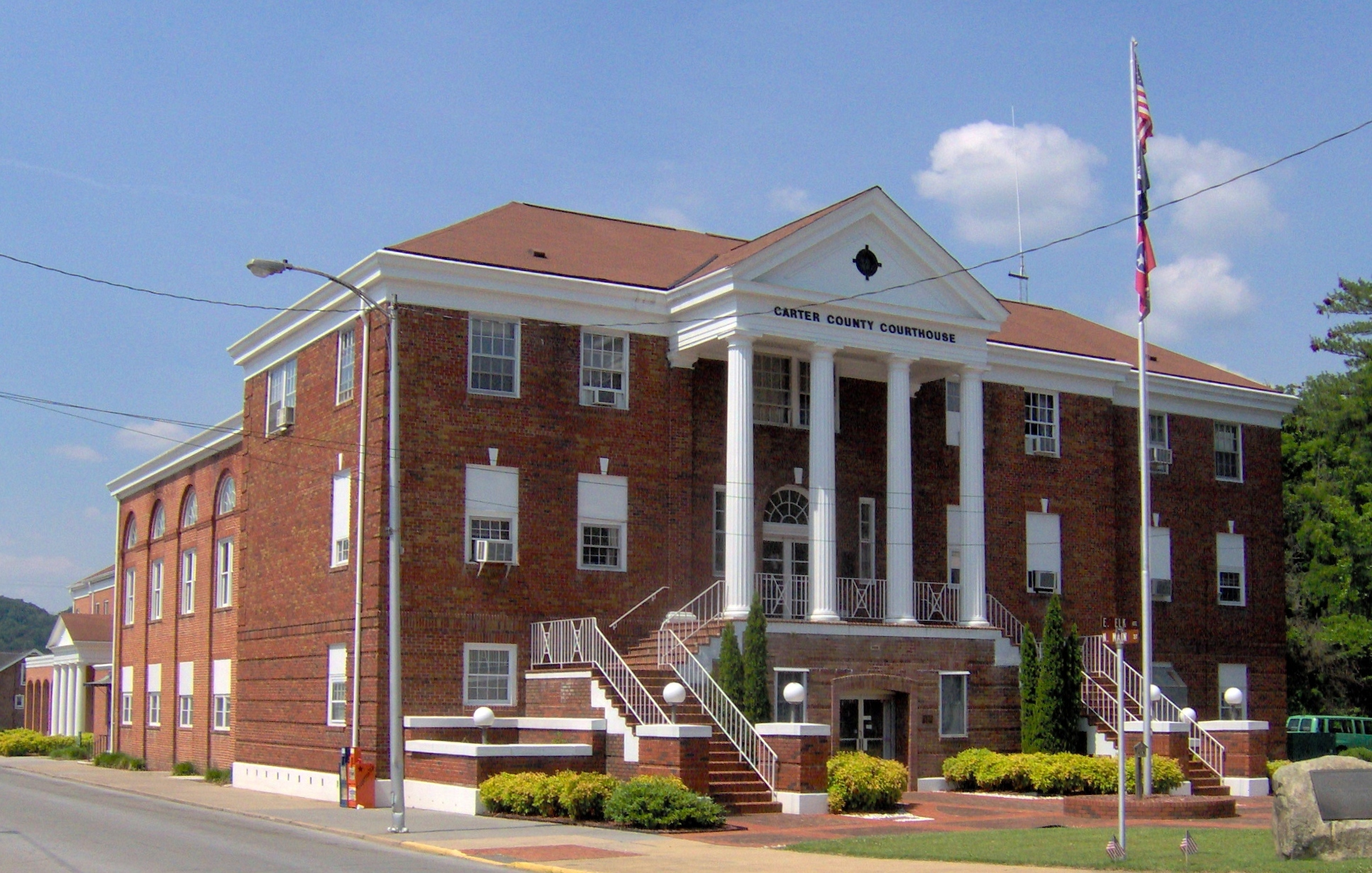
Budynek administracji hrabstwa (courthouse) w Elizabethton

- Central
- Hunter
- Pine Crest
- Roan Mountain[4]